# Roland Brückner
Roland Brückner (ur. 15 grudnia 1955 w Köthen) – niemiecki gimnastyk. Wielokrotny medalista olimpijski.
Reprezentował Niemiecką Republikę Demokratyczną. Brał udział w dwóch igrzyskach (IO 76, IO 80), na obu zdobywał medale – łącznie pięć. W 1976 wspólnie z kolegami zajął trzecie miejsce w drużynie. Cztery lata później w tej konkurencji zajął drugie miejsce. Indywidualnie zwyciężył w ćwiczeniach wolnych oraz był trzeci w skoku i ćwiczeniach na poręczach. Stawał na podium mistrzostw świata (złoto w 1979 w ćwiczeniach wolnych), w tej samej konkurencji był również mistrzem Europy (1981). Wywalczył 23 tytuły mistrza NRD.